# Армия Шермана в первой фазе Атлантской кампании
В начале Атлантской кампании кампании Уильям Текумсе Шерман имел «на бумаге» 99 000 человек, хотя реально численность его войск из-за дезертирства была несколько меньше. Однако, к июню армия Шермана благодаря пополнениям увеличилась до 112 000 человек. Армия Шермана называлась «Военная дивизия Миссисипи» (англ. Military Division of the Mississippi) и состояла из трёх отдельных армий:

## Камберлендская армия
Под командованием Джорджа Томаса

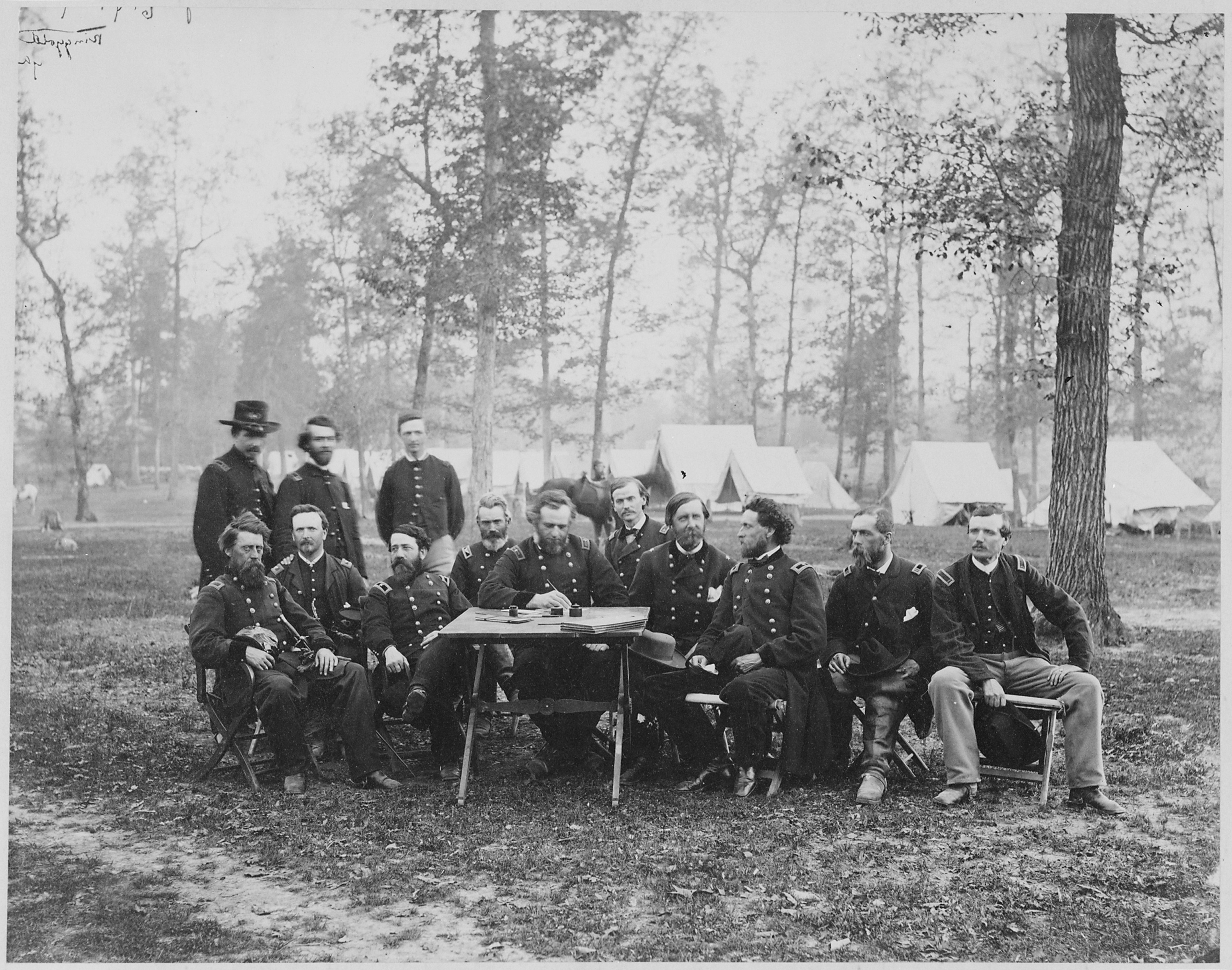
Томас с офицерами на военном совете, 5 мая 1864 года.

73 000 человек при 130 орудиях

### IV корпус
Под командованием Оливера Ховарда
Дивизия Дэвида Стэнли
- Бригада чарльза Крафта
- Бригада Томаса Уайтекера
- Бригада Уильяма Гроса
- Дивизионная артиллерия

Дивизия Джона Ньютона
- Бригада Фрэнсиса Шермана; Натан Кимбалл с 22 мая.
- Бригада Джорджа Вагнера
- Бригада Чарльза Харкера
- Дивизионная артиллерия

Дивизия Томаса Вуда
- Бригада Августа Виллиха
- Бригада Уильяма Хэйзена
- Бригада Самуэля Битти

### XIV корпус
Под командованием г-м Джона Палмера
Дивизия Ричарда Джонсона
- Бригада б-г Уильяма Карлина
- Бригада б-г Джона Кинга
- Бригада полковника Бенджамина Скрайбнера

Дивизия Джефферсона Дэвиса
- Бригада б-г Джеймса Моргана
- Бригада б-г Джона Митчелла
- Бригада Даниеля Маккука (убит 27 июня)

Дивизия Эбсалома Бэрда
- Бригада б-г Джона Турчина (до 15 июня)
- Бригада полк. Ферлинанда Вандервеера
- Бригада полковника Джорджа Эсте

### ХХ корпус
Под командованием г-м Джозефа Хукера

### Кавалерийский корпус
Вашингтон Эллиот

## Теннессийская армия
Под командованием г-м Джеймса Макферсона.

### XV корпус
Генерал-майор Джон Логан
Дивизия Питера Остерхауза
Дивизия Моргана Смита
Дивизия Джона Смита
Дивизия Уильяма Харроу

### XVI корпус
Генерал-майор  Гренвилл Додж

### XVII корпус
Генерал-майор Фрэнсис Блэр

## Огайская армия
Под командованием Джона Скофилда

### XXIII корпус
- кавалерийская дивизия Джорджа Стоунмана